# Utopia (mercat en línia)
Utopia era un mercat de la web fosca similar a Silk Road que facilitava la venda d'articles il·legals com ara narcòtics, armes de foc, informació robada de comptes bancaris i documents d'identitat falsificats. Utopia es va basar en Black Market Reloaded i hi té vincles.

## Història
Va ser llançat el 3 de febrer de 2014 només per ser tancat per la policia holandesa vuit dies després. Els agents encoberts van poder comprar grans quantitats d'èxtasi (MDMA) i cocaïna. A més confiscaren 900 bitcoin (aleshores amb un valor aproximat de 363.000 £).